# Кукольник Нестор Васильович
Не́стор Васи́льович Ку́кольник (8 (20) вересня 1809, Санкт-Петербург, Російська імперія — 8 (20) грудня 1868, Таганрог, Російська імперія) — письменник походженням із Закарпаття, драматург, поет, літературний критик, композитор, видавець, громадський діяч.

## Життєпис
Народився в Петербурзі в сім'ї вченого і педагога В. Г. Кукольника, українця з Закарпаття, що у той час входило до складу Австро-Угорської імперії, запрошеного в Росію. За віросповіданням родина Кукольників — уніати (греко-католики). Хрещеним батьком Нестора, став цар Олександр I. Нестор виховувався у родинному колі, далекому від спілкування з тогочасними росіянами. В 1821 вступив до Ніжинської гімназії вищих наук князя Безбородька, яку закінчив в 1829. В Ніжині юнак опинився через те, що його батько, В. Г. Кукольник, був призначений першим директором новоствореної гімназії.
У 1829, уже по смерті батька, Нестор закінчив Ніжинську гімназію, коли директором в ній був Іван Семенович Орлай, однак, не отримав свідоцтва через те, що він був основним звинувачуваним у «справі вільнодумства», розпочатій по доносу після подій грудня 1825 (повстання декабристів) і тому був підлеглим нагляду III відділення. Нестор був гімназійним товаришем Миколи Гоголя. Після закінчення гімназії Нестор поїхав до брата Павла у Вільно (Литва), де працював вчителем російської словесності. Там він написав підручник, який тривалий час користувався успіхом у литовців і які досі шанують автора.
До літературної творчості Нестор Кукольник схилявся ще у Ніжинській гімназії, але перші літературні спроби не збереглися, бо у свій час були вилучені при обшуках у «справі вільнодумства». Розквіт його літературної творчості припадає на пору проживання у Петербурзі, куди він приїхав у 1831 році. 30 березня 1832 року Микола Гоголь писав до О. С. Данилевського: «Прибув Возвишений (так він величався ще у ніжинську пору) з паном Платоном (брат Кукольника) і Пеліканом (лікарем)». Останній раз Нестор Кукольник і Микола Гоголь зустрічалися у березні 1850 року у Москві. Про факт цієї зустрічі варто згадати тому, що незабаром після неї Микола Гоголь спалив другий том «Мертвих душ».
Творчість Нестора Васильовича різноманітна. Драматургія Кукольника може розглядатися як етап між історичною драмою початку і середини XIX сторіччя. Поряд з драматургією, Кукольник з успіхом пробує свої сили в жанрі пригодницького роману, історичної повісті, художньої критики, мистецтвознавства, поезії і, навіть, музики. Починаючи з 1836 року він організовує і видає періодику мистецтвознавчого характеру («Художня газета», часописи «Дагеротип» і «Ілюстрація»), а також альманах «Новорічний» (1839 р.), «Казка за казкою» (чотири випуски у 1841, 1842, 1844 роках), «Картини російського живопису» (1846 рік). Письменник стоїть біля витоків жанру драматичної поеми. Він першим ввів у літературну практику прийоми і мотиви, які будуть використані у творчості О. К. Толстого, Л. О. Мея, М. І. Цветаєвої та інших. У поезії своїми пошуками Кукольник випередив нововведення К. Бальмонта, І. Сєвєряніна, А. Бєлого, Д. Бурлюка. Він володів літературними методами, що були основані на теорії символів, архетипів, використання яких у творчості Кукольника дає можливість розкривати поведінку героїв, виходячи з їхньої підсвідомості, історичної пам'яті. Нестор Кукольник також першим в російській літературі репрезентував новий тип жанру історичного роману, який потім був використаний на Заході у творах Олександра Дюма. Нестора Кукольника можна також розглядати як предтечу історико-бібліографічного жанру, який отримав розвиток у творчості Андре Моруа. В пору найвищого творчого злету Кукольник сходиться з композитором Глінкою і живописцем Брюлловим. Він добре знав Тараса Григоровича Шевченка ще з років життя у Вільно. Загальновизнаною вважається роль Нестора Кукольника у долі таких творців, як письменники М. Є. Салтиков-Щедрін, І. С. Нікітін, художника-мариніста І. Айвазовського та Н. Тербеньова, Л. Сєрякова, акторів Люді (виступав під псевдонім «Нестеров»). Нестор Кукольник — один зі співавторів лібрето опери «Життя за царя» («Іван Сусанін»), «Руслан і Людмила». На вірші Кукольника написали музику 27 композиторів (більш як 100 пісень і романсів), у тім числі М. І. Глінка, О. Є. Варламов, П. П. Булахов, С. Монюшко. Нестор Кукольник сам написав оперу «Азовське сидіння» на власне лібрето. Уже в наші роки композитор О. Рибников разом з Г. Горіним працювали над створенням опери на сюжет Нестора Кукольника про композитора Максима Березовського. Праця не була завершена через смерть Г. Горіна. О. Рибніков самостійно завершував її у 2001 році, назвавши твір «Маестро Массімо».
Різко критикуючи твори Нестора Кукольника, В. Бєлінський у 1845 році все ж змушений був визнати, що у творчості Кукольника «помітним був цілком новий напрям, цілком інший характер, аніж у поетів пушкінської пори». Критик не пояснює, у чому існує нове, а пише тільки, що «вона (творчість) була новою і що нове завжди прагне до прогресу, і сама вона є прогресом». Отже, «несамовитий Вісаріон» виявився відсталим критиком, про що можна прочитати у дослідженні Л. Гінзбург «Про старе і нове», Л. 1982 р., стор. 229—244).
Починаючи з 1840 року Нестор Кукольник розпочинає збирати «анекдоти» (коротенькі історичні оповідки), в яких висміювалася влада і її методи управління, і які показували, що адміністративна глупота ставала всеохопною, всюдисущою і фактично пронизувала владу від верхів до низів. Дослідник творчості Кукольника О. І Ніколаєнко наводить один з таких записів: «Хто ж осмілиться на яке-небудь діло, якщо не бачить жодної запоруки, коли знає, що не сьогодні то завтра згідно з постановою уряду його законно пограбують і пустять за вітром».
У 1845 році Нестор Кукольник поступає на службу у канцелярію Військового Міністра, що стало причиною численних і тривалих відряджень практично по всій європейській території імперії, від Кишинева до Астрахані та до Ставрополя. Серед службових справ окремо заслуговує уваги його аналіз і пропозиції щодо розвитку гірничої промисловості Донбасу, про що він написав доповідь Ніколаю I, в якій пророче передбачає роль цього краю України в економіці Російської імперії (і згодом — СРСР). Цей прогноз витікав з наявності покладів кам'яного вугілля. Запропоновані Кукольником заходи були схвалені царем Ніколаєм I, а реалізація тих заходів викликала необхідність будівництва Азовської залізниці (Харків — Горлівка — Іловайське — Таганрог) та заснування Юзівки (Донецька).
Події Кримської війни 1853—1856 років застають Кукольника у Новочеркаську, де йому доручають займатися постачанням дійової армії. Він реально описує події тих років: «Я відбув у армію рахувати лантухи з борошном і наглядати, тільки наглядати, чи майстерно шахрують люди? Надивився! … Я вірив російському патріотизму від душі, я захоплювався цим великим маскарадом, не відаючи, що він від моди, машинальний. Лопотять холодні губи, а на серці — лайка …». У 1857 році він йде у відставку і перебирається на постійне місце проживання у Таганрог, колись ще українське місто. Тут він розпочинає активну громадську діяльність, створює музикальне товариство (1863 р.), у чому йому допомагає О. Даргомижський. У його планах — відкриття у місті університету, видання газет, а ще — публічні читання. Зібранні гроші він передає місцевій гімназії. З 1865 року клопочеться будівництвом до Таганрога залізниці та досягає успіху. Нинішня залізнична колія від Харкова до Таганрога була побудована завдяки мужності та наполегливості Кукольника. Він виступає перед урядом про відкриття тут окружного суду, закликає до екологічного ставлення до Азовського моря, пропонує створити на основі Таганрога окрему область.
У ці ж роки Нестор Кукольник створює драми «Давид Гаррик», романи «Дві сестри», «Ольжин Яр», «Граф Моріц Саксонський», «Кріпацький маляр» та роман про Івана III, а написана у цю пору драма «Гоф-юнкер» була заборонена цензурою. У 1865 році Нестор Кукульник був обраний у міську думу і подав низку важливих порад главам міста Шестакову, Перелешіну, Фуругельму. В Пушкінському домі зберігаються нариси до роману, у якому він започатковує жанр утопії, який отримав розвиток у XX сторіччі у творах Зам'ятіна та Булгакова.
Нестор Васильович Кукольник помер раптово, зібравшись у театр (1868). Існують версії, що він був отруєний за дії з розвитку економіки краю і боротьбу з корупцією. Його могила була осквернена … у 1931 році (старорежимні кадри поверталися, як передбачав Микола Гоголь у повісті «Страшная месть»). Розпочиналася боротьба з «українізацією» на Кубані, на землях Слобідської України, в Ростовській області, які ввійшли до складу РСФСР. Труп Н. В. Кукольника був викинутий з могили та довго валявся серед лопухів, якими заросла могила. Сьогодні місце могили невідоме.